# Sân bay Reina Sofía
Sân bay Tenerife Nam (IATA: TFS, ICAO: GCTS), tên trước đây là Tenerife South-Reina Sofia Airport, là một trong 2 sân bay quốc tế ở đảo Tenerife, một đảo của quần đảo Canaria.

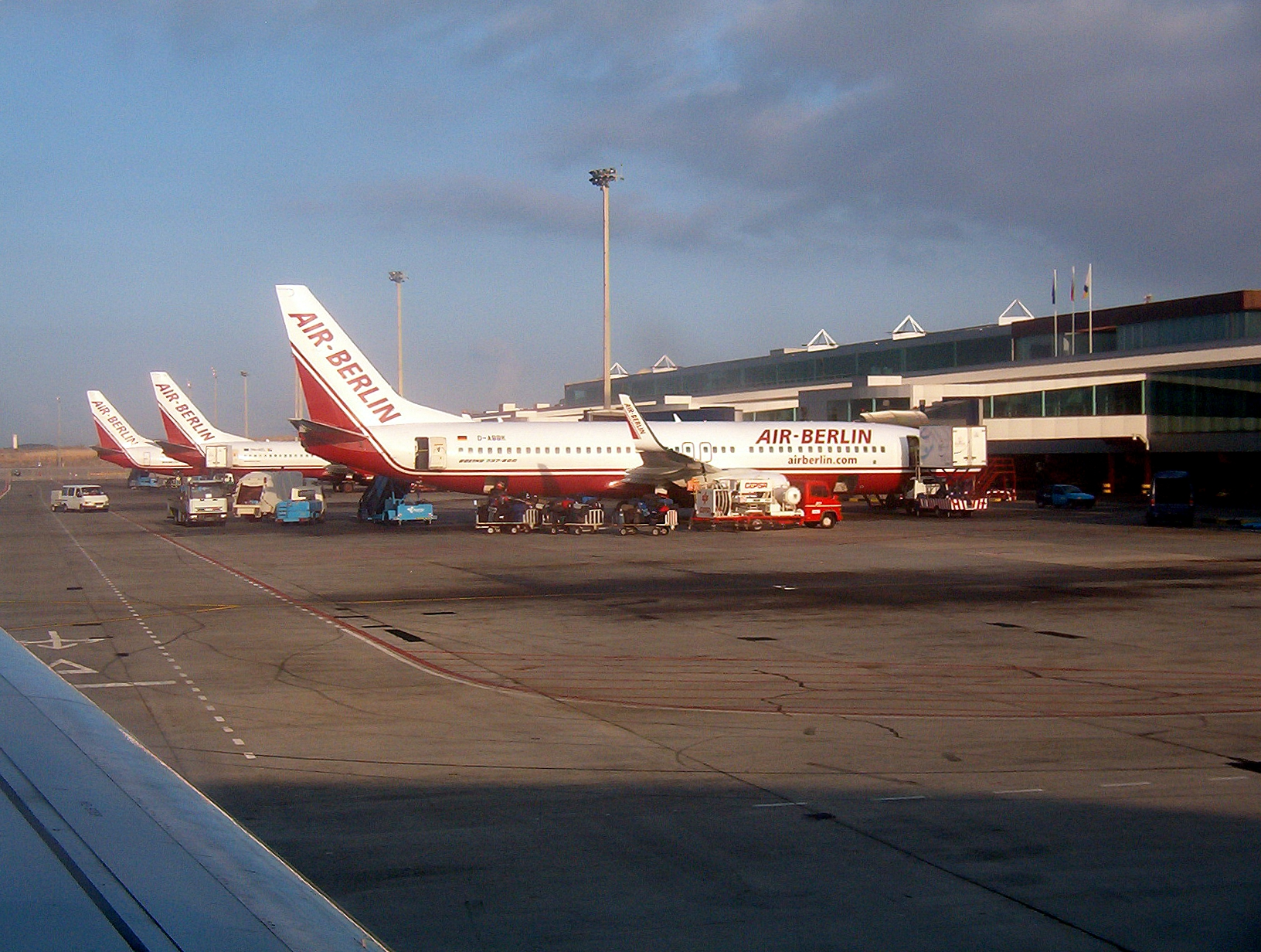
German planes at TFS

Sân bay này nằm ở đô thị Granadilla de Abona, được khánh thánh ngày 6 tháng 11 năm 1978, do vương hậu Sophia của Tây Ban Nha chủ trì, sân bay được đặt theo tên bà. Cuối năm đầu tiên đã có 1 triệu lượt khách thông qua.

## Các hãng hàng không và các tuyến điểm
- Aer Lingus (Cork, Dublin)
- Aigle Azur (Paris-Orly)
- Air Europa (Alicante, Arrecife, Asturias, Barcelona, Bilbao, Durham Tees Valley, Las Palmas, Madrid, Nantes, Norwich, Santiago de Compostela, Valencia, Vigo, Zaragoza)
- Air Italy (Milan-Malpensa)
- Air Malta (Birmingham, East Midlands)
- Arkefly (Amsterdam)
- Austrian Airlines (Graz, Linz, Vienna)
- Binter Canarias (Las Palmas)
- Blue Panorama Airlines (Milan-Malpensa)
- Condor (Berlin-Schönefeld, Bremen, Köln/Bonn, Dresden, Düsseldorf, Frankfurt, Hamburg, Hanover, Leipzig/Halle, Munich, Paderborn/Lippstadt, Stuttgart)
- Czech Airlines (Prague)
- easyJet (London-Gatwick, Manchester)
- Edelweiss Air (Geneva, Zurich)
- Europe Airpost (Paris-Charles de Gaulle)
- European Aviation Air Charter (Bournemouth, Jersey)
- Finnair (Helsinki, Oulu)
- Flyglobespan (Aberdeen, Durham Tees Valley, Edinburgh, Glasgow-International)
- Futura Gael (Dublin)
- Iberia (Madrid)
- Icelandair (Reykjavik)
- Jet2.com (Belfast-International, Blackpool, Leeds/Bradford, Manchester, Newcastle)
- Jetairfly (Brussels, Liege, Ostend)
- Jettime (Billund, Copenhagen)
- JetX (Stockholm, Reykjavik)
- LatCharter (Riga, Tallinn, Vilnius)
- LTE International Airways (Basel/Mulhouse, Brest, Milan-Malpensa, Nantes, Newcastle, Toulouse, Warsaw)
- Luxair (Luxembourg)
- Mistral Air (Milan-Malpensa)
- Neos (Milan-Malpensa)
- Norwegian Air Shuttle (Oslo-Gardemoen)
- Novair (Stockholm-Arlanda, Copenhagen, Oslo-Gardemoen)
- Rossiya (St Petersburg)
- Ryanair (Dublin, East Midlands, Frankfurt-Hahn, Girona, Liverpool, Shannon, Glasgow Prestwick)
- Scandinavian Airlines System (Billund, Bergen, Oslo-Gardermoen, Copenhagen, Stavanger, Stockholm-Arlanda)
- S7 Airlines (Moscow-Domodedovo)
- Swiftair (Valladolid)
- Swiss International Airlines (Zurich)
- Thomas Cook Airlines (Belfast-International, Birmingham, Bristol, Cardiff, East Midlands, Glasgow-International, Leeds/Bradford, London-Gatwick, London-Stansted, Manchester, Newcastle)
- Thomas Cook Airlines Scandinavia (Billund, Copenhagen, Gothenburg, Helsinki, Oslo, Malmö, Stockholm)
- Thomsonfly (Birmingham, Cardiff, Doncaster/Sheffield, Glasgow-International, London-Gatwick, London-Luton, London-Stansted [Starts 4 November], Manchester, Newcastle)
- Top Fly (Layoune)
- TUIfly (Basel/Mulhouse, Berlin-Tegel, Bremen, Düsseldorf, Frankfurt, Hamburg, Hanover, Karlsruhe/Baden-Baden, Köln/Bonn, Leipzig/Halle, Munich, Münster/Osnabrück, Nuremberg, Paderborn, Stuttgart, Zweibrucken)
- TUIfly Nordic (Gothenburg, Helsinki, Malmo, Oslo, Stockholm)
- Transavia (Amsterdam, Eindhoven, Groningen, Rotterdam)
- Transavia France (Paris-Orly)
- Travel Service (Prague)
- Travel Service Hungary (Budapest)